# Vitstrupig fnittertrast
Vitstrupig fnittertrast (Pterorhinus albogularis) är en asiatisk fågel i familjen fnittertrastar inom ordningen tättingar. Den förekommer i bergsbelägna skogar från Pakistan till Vietnam. Beståndet anses vara livskraftigt.

## Utseende och läte
Vistrupig fnittertrast är en rätt stor (28-30,5 cm) och brun fnittertrast med karakteristiskt vitt på strupen och övre delen av bröstet. Undersidan i övrigt är rostorange och stjärten har breda vita spetsar. Bland lätena hörs tunna och gälla visslingar, men även mjukare "chrrrr".

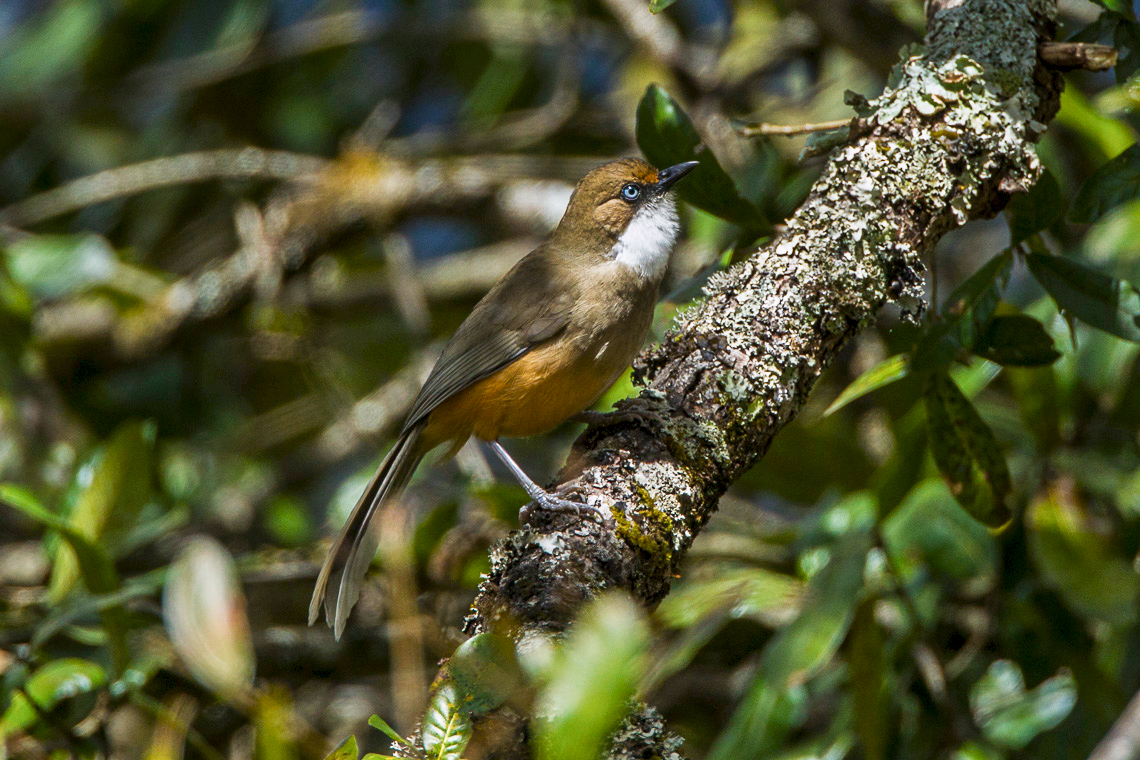

## Utbredning och systematik
Vitstrupig fnittertrast behandlas antingen som monotypisk eller delas in i tre underarter med följande utbredning:
- Pterorhinus albogularis whistleri – Kashmir till Pakistan och nordvästra Indien (Uttar Pradesh)
- Pterorhinus albogularis albogularis – Himalaya (västra Nepal till östra Bhutan)
- Pterorhinus albogularis eous – sydvästra Kina (Qinghai, södra Shaanxi, södra Sichuan, norra Yunnan) till nordvästra Tonkin i Vietnam

Vitstrupig fnittertrast är nära släkt med rostkronad fnittertrast (P. ruficeps) på Taiwan som tidigare har behandlats som underart till vitstrupig fnittertrast.

### Släktestillhörighet
Vitstrupig fnittertrast placeras traditionellt i det stora fnittertrastsläktet Garrulax, men den taxonomiska auktoriteten Clements et al lyfte ut den och ett antal andra arter till släktet Ianthocincla efter DNA-studier. Senare studier visar att Garrulax består av flera, äldre utvecklingslinjer, även inom Ianthocincla. Författarna till studien rekommenderar därför att släktet delas upp ytterligare, på så sätt att vitstrupig fnittertrast med släktingar lyfts ut till det egna släktet Pterorhinus. Idag följer tongivande International Ornithological Congress och även Clements et al dessa rekommendationer.

## Levnadssätt
Vitstrupig fnittertrast hittas i löv- och blandskog samt i öppnare ungskog på mellan 1200 och 3800 meters höjd. Den är flocklevande, till och med under häckningssäsongen, och ses ofta i grupper om sex till 15 individer. Fågeln lever huvudsakligen av insekter, men kan också ta bär och frön vintetid. Den häckar mellan mars och juli. Arten är stannfågel, till viss del även höjdledsflyttare.

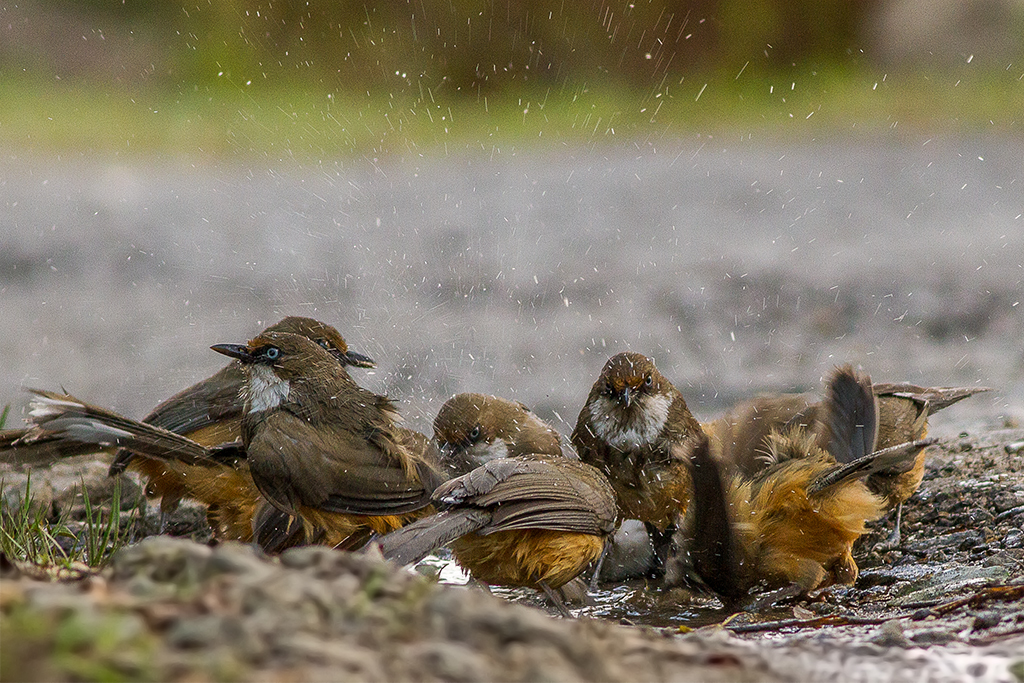
Liksom andra arter i familjen är vitstrupig fnittertrast en social fågel. Här ses en grupp ta ett gemensamt bad.

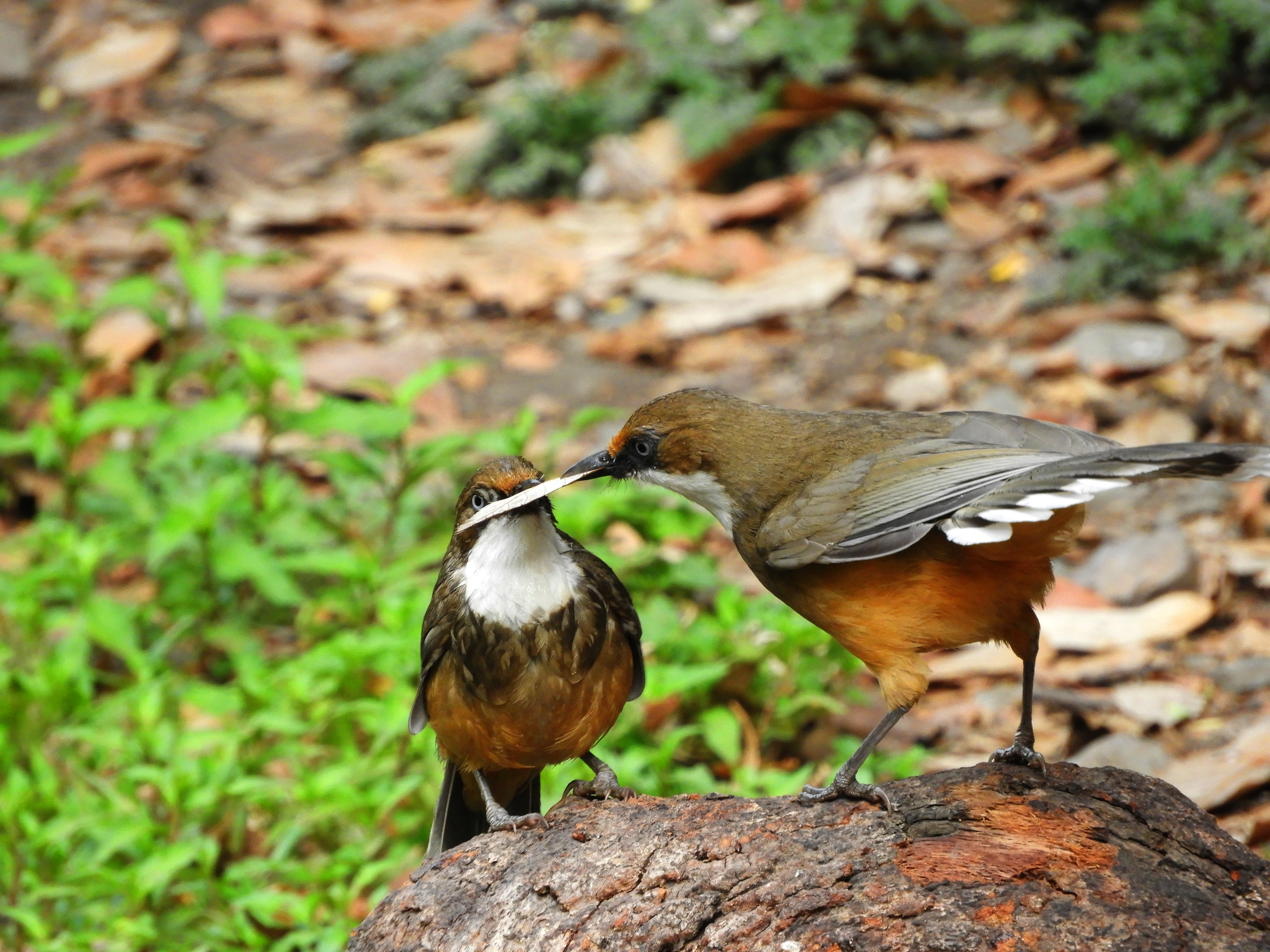
Vitstrupiga fnittertrastar som utbyter bomaterial med varann.

## Status och hot
Arten har ett stort utbredningsområde och en stor population med stabil utveckling och tros inte vara utsatt för något substantiellt hot. Utifrån dessa kriterier kategoriserar internationella naturvårdsunionen IUCN arten som livskraftig (LC). Världspopulationen har inte uppskattats men den beskrivs som sällsynt, lokalt förekommande och möjligen även utdöd i Pakistan, vanlig och vida spridd i Nepal, mycket vanlig i Bhutan, frekvent förekommande till mycket sällsynt i Indien, ganska vanlig till lokalt vanlig i Kina och lokalt ovanlig i Vietnam.